# Iglesia de San Marcos (Rabat)
La Iglesia de San Marcos es una iglesia agustina católica ubicada en la localidad de Rabat (Malta). Fue diseñada en el siglo XVI por el arquitecto Girolamo Cassar.

## Historia
Los agustinos llegaron por primera vez a Malta en 1383. Su primer convento e iglesia se construyeron fuera de las murallas de Mdina, sin embargo, estos fueron demolidos en 1555 debido a un ataque de los otomanos. Se entregó a los agustinos un nuevo terreno y una iglesia adyacente dedicada a San Marcos para construir su nuevo convento. Los planos fueron elaborados por Girolamo Cassar y el trabajo comenzó en 1571. La iglesia y el convento fueron terminados en 1588. La iglesia fue construida con una fachada de estilo renacentista, única en Malta. Desde entonces, solo se han realizado algunas reformas, conservando la iglesia en el estado original tal como estaba cuando se construyó. La fachada de la iglesia fue restaurada en 2016.